# Reprezentacja Urugwaju w piłce wodnej mężczyzn
Reprezentacja Urugwaju w piłce wodnej mężczyzn – zespół, biorący udział w imieniu Urugwaju w meczach i sportowych imprezach międzynarodowych w piłce wodnej, powoływany przez selekcjonera, w którym mogą występować wyłącznie zawodnicy posiadający urugwajskie obywatelstwo. Za jej funkcjonowanie odpowiedzialny jest Urugwajski Związek Pływacki (FUN), który jest członkiem Międzynarodowej Federacji Pływackiej.

## Historia
W 1936 reprezentacja Urugwaju rozegrała swój pierwszy oficjalny mecz na igrzyskach olimpijskich.

## Udział w turniejach międzynarodowych

### Igrzyska olimpijskie
Reprezentacja Urugwaju 2 razy występowała na Igrzyskach Olimpijskich. Najwyższe osiągnięcie to runda pierwsza w 1936 i 1948.

### Mistrzostwa świata
Dotychczas reprezentacji Urugwaju żadnego razu nie udało się awansować do finałów MŚ.

### Puchar świata
Urugwaj żadnego razu nie uczestniczył w finałach Pucharu świata.

### Igrzyska panamerykańskie
Urugwajskiej drużynie żadnego razu nie udało się zakwalifikować na Igrzyska panamerykańskie.